# Kira Salak
Nascuda el 4 de setembre de 1971, és una escriptora, aventurera i periodista nord-americana coneguda pels seus viatges a Mali i Papua Nova Guinea. Ha escrit dos llibres de no ficció i un llibre de ficció basat en els seus viatges i és editora col·laboradora a la revista National Geographic.

## Biografia
Primers anys
Va néixer el 4 de setembre de 1971 en un suburbi occidental de Chicago. La seva mare era cambrera i el seu pare reparava grans ordinadors. Quan tenia 13 anys, els seus pares la van enviar a l'Acadèmia Wayland, a un internat de Beaver Dam, Wisconsin, on va participar en activitats de diversos països i va establir un historial de nivell estatal quan tenia 14 anys. Tot i que va començar a entrenar-se per a proves nacionals i olímpiques, va abandonar aquest esport i va decidir viatjar al seu lloc. Kira Salak va rebre la seva B.F.A. a escriptura, literatura i publicacions a l'Emerson College. Va rebre la seva M.F.A. en escriptura creativa (ficció) de la Universitat d'Arizona. El 2004, es va graduar a la Universitat de Missouri, amb un doctorat en anglès; Les seves dues àrees d'especialització van ser la prosa americana del segle XX i la literatura de viatges.

## Carrera
Als 24 anys, es va treure un any de l'escola de postgrau a motxilla al voltant de Papua Nova Guinea, la nació de l'illa del Pacífic, i es va convertir en la primera dona nord-americana a creuar el país. El seu primer llibre, Four Corners: One Woman's Journey into the Heart of Papua New Guinea, descriu aquest viatge. Un cop publicat el llibre, un editor de la revista National Geographic Adventure li va demanar que escrivís per a la revista i va començar la seva carrera com a escriptora freelance. Es va guanyar la reputació de ser una aventurera dura, sobrevivint en les zones de guerra, els intents de cop d'estat i els atacs que posaven en perill la seva vida amb la malària i el còlera (el New York Times la va descriure com "Lara Croft" de la vida real, dura i la Revista de LLibres com "la més valenta (agosarada) - i alguns diuen, la més boja (intrèpida) –, una dona aventurera dels nostres dies".
Algunes de les seves narracions breus han estat publicades en revistes com Prairie Schooner, The Massachusetts Review, Quarterly West i Witness. Una història, "Beheadings", sobre la recerca d'un corresponsal de guerra del seu germà perdut, que apareix a l'antologia Best New American Voices.
Segons ella, va començar a escriure als sis anys. Després de la mort del seu germà, Marc, el 2005, i durant un any es va apartar del treball de revista per escriure la seva primera novel·la "The White Mary". En una entrevista, ha descrit l'experiència:

| « | Vaig escriure tot el llibre poc després de morir el meu germà. Era com una obsessió. Vaig viure en un petit pis soterrani a Columbia, Missouri, aturada durant un any. No vaig dir res a ningú què feia. Era una experiència molt privada. Gairebé sento que el llibre no va ser escrit tant per mi, sinó canalitzat a través meu. | » |
Des d'aleshores escriu regularment a National Geographic Adventure, National Geographic i altres revistes sobre els seus viatges a llocs que inclouen Iran, Ruanda, Líbia, Birmània, Borneo, Uganda i el Perú. El 2003, va convèncer alguns caçadors d'armes ucraïnesos perquè la portessin a la República Democràtica del Congo perquè pogués informar sobre la guerra. Va allotjar-se a la ciutat congoleña de Bunia, que va ser presa per nens soldats, experiència que va descriure com "una corrent interminable de les pitjors, de les més inconcebibles actes d'inhumanitat". Va rebre un premi literari PEN pel seu article sobre aquesta experiència. Els seus articles també han aparegut en publicacions que inclouen el New York Times Magazine, Travel & Leisure, The Washington Post i Backpacker, i la seva obra ha aparegut cinc vegades en el Best American Travel Writing. La seva ficció va ser seleccionada per a les millors veus noves nord-americanes (jutjat per Charles Baxter). La seva ficció i no ficció han aparegut en diverses antologies, entre les quals hi ha Adrenaline 2002: Les millors històries d'història d'aventura i supervivència, les millors dones que escriuen viatges de viatge, i Nixon sota l'arbre de Bodhi i altres obres de ficció budista.

## Premis
Va rebre el premi PEN de periodisme el 2004 i ha aparegut cinc vegades a la millor redacció americana de viatges.
El 2005, la National Geographic Society va premiar Salak amb el Emerging Explorer Award.
Ha estat guardonada amb dos premis Lowell Thomas Gold al millor article estranger i reportatge ambiental.
Ha estat guardonada amb el premi AWP / Prague Fellowship Award en no ficció creativa.

## Assoliments
- La web de la National Geographic Society la descriu com la "primera persona documentada en caiac en solitari de 966 quilòmetres (600 mi) al riu Níger" i pel New York Times com a "Lara Croft de la vida real".
- Ha estat seleccionada per la Biblioteca del Congrés per a les seves publicacions "Dones que s'atreveixen" publicacions", que destaquen les millors dones i exploradores mundials del món.
- Va ser la primera dona a creuar Papua Nova Guinea, seguint la ruta que va emprendre el campió australià l'Ivan Champion el 1927.
- Primera persona en caiac pel riu Nigel.

## Mitjans de comunicació
Va apuntar-se a les notícies CBS Evening News. Ha aparegut al programa de notícies de primera hora del CBC, The Hour, amb George Stroumboulopoulos. Ha destacat a: The New York Times Book Review, The Times, NY Post, Viatges i oci, National Geographic, Book Magazine, National G

## Llibres
- Quatre racons: un viatge cap al cor de Papua Nova Guinea, National Geographic Books, 2004: un relat del seu viatge a través de Papua Nova Guinea, recuperant la ruta de l'explorador l'Ivan Campió de 1927.
- El viatge més cruel: Sis-cents milles fins a Timbuctú, National Geographic Books, 2004: un relat del seu recorregut de 600 milles pel riu Níger des del vell Segou, Mali, fins a Timbuctú, seguint la ruta de l'explorador Parc Mungo.
- The White Mary, Henry Holt & Co., 2008: una novel·la sobre una periodista de guerra traumatitzada, Marika Vecera, que inicia un viatge cap a Papua Nova Guinea per investigar una misteriosa carta al·legant que un periodista guanyador de Pulitzer, generalment, va declarar haver-se comès. el suïcidi, s'ha vist viu en una remota selva que hi ha.